# 大輔房源性
大輔房 源性 （だいゆうぼう げんせい、生没年不詳）は、鎌倉時代の武士。源頼家の近習。源整の子。

## 略歴
『吾妻鏡』によると建仁元年（1201年）9月11日、頼家に従い、紀行景、北条時房、比企時員らと共に蹴鞠をした。建仁3年（1203年）、比企能員の変で殺害された一幡の遺骨を持ち出し高野山の院に納めた。田畑の距離や面積を計測するのが得意で無双の算術者と呼ばれていた。また、空海の術を嗣いだとまで噂された様に書道にも長けていた。